# Горст Маєр (веслувальник)
Горст Маєр (нім. Horst Meyer, 20 червня 1941 — 24 січня 2020) — німецький академічний веслувальник.
Олімпійський чемпіон 1968 року в складі вісімки, срібний призер 1964 року в складі вісімки.
Чемпіон світу 1962, 1966 років у складі вісімки.
Чемпіон Європи 1963, 1964, 1965, 1967 років у складі вісімки.